# Sekou Sanogo Junior
Sékou Sanogo Junior (Abiyán, 5 de mayo de 1989) es un exfutbolista marfileño que jugaba como centrocampista.

## Carrera
Sanogo firmó contrato con el Thun el 30 de junio de 2013. Su contrato fue prolongado hasta el verano de 2016. En verano de 2014 se trasladó al Young Boys. En diciembre de 2018 se marchó a Arabia Saudita para jugar en el Al-Ittihad. Tras un año en el país asiático, el 21 de enero de 2020 fue cedido al Estrella Roja de Belgrado hasta final de año. Antes de finalizar el mes de enero de 2021 regresó al conjunto serbio firmando un contrato hasta 2023, año en el que recaló en el Paris F. C. a préstamo. Quedó libre al no ser renovado y en enero de 2024 se unió al F. C. Schaffhausen. Seis meses después volvió a Serbia para jugar en el F. K. Železničar Pančevo, donde puso fin a su carrera.

## Clubes
| Club                               | País            | Año       |
| ---------------------------------- | --------------- | --------- |
| Africa Sports                      | Costa de Marfil | 2008-2010 |
| F. C. Thun                         | Suiza           | 2011-2014 |
| F. C. Lausanne-Sport (cedido)      | Suiza           | 2012-2013 |
| B. S. C. Young Boys                | Suiza           | 2014-2018 |
| Al-Ittihad                         | Arabia Saudita  | 2019-2021 |
| Estrella Roja de Belgrado (cedido) | Serbia          | 2020      |
| Estrella Roja de Belgrado          | Serbia          | 2021-2023 |
| Paris F. C. (cedido)               | Francia         | 2023      |
| F. C. Schaffhausen                 | Suiza           | 2024      |
| F. K. Železničar Pančevo           | Serbia          | 2024-2025 |

## Palmarés

### Campeonatos nacionales
| Título              | Club                      | País   | Año  |
| ------------------- | ------------------------- | ------ | ---- |
| Superliga de Suiza  | B. S. C. Young Boys       | Suiza  | 2018 |
| Superliga de Serbia | Estrella Roja de Belgrado | Serbia | 2020 |
| Superliga de Serbia | Estrella Roja de Belgrado | Serbia | 2021 |
| Copa de Serbia      | Estrella Roja de Belgrado | Serbia | 2021 |
| Superliga de Serbia | Estrella Roja de Belgrado | Serbia | 2022 |
| Copa de Serbia      | Estrella Roja de Belgrado | Serbia | 2022 |